# Campeonato Brasileiro de Futebol Sub-23 de 2021
O Campeonato Brasileiro Sub-23 de 2021 foi a quinta edição desta competição futebolística de categoria de base organizada pela Confederação Brasileira de Futebol (CBF).
Foi disputada por 16 equipes entre os dias 10 de junho e 27 de outubro. Grêmio e Ceará protagonizaram a decisão, a qual foi vencida pela primeira equipe. Por conseguinte, o clube gaúcho conquistou o seu primeiro título na história da competição.
Após a finalíssima, jogadores e integrantes da comissão técnica do Grêmio falaram sobre a conquista. O técnico Cesar Lopes valorizou à estrutura das categorias de base do clube, enquanto o meio-campista Pedro Lucas elogiou o adversário da final e exaltou o trabalho do elenco.

## Formato e participantes
A CBF divulgou o regulamento e a tabela detalhada do Campeonato Brasileiro Sub-23 no dia 3 de maio de 2021. O torneio foi disputado no mesmo molde da temporada anterior: numa primeira fase, as 16 agremiações foram divididas em dois grupos, pelos quais disputaram confrontos de turno único contra os adversários do grupo oposto. Após oito rodadas, as quatro melhores colocadas de cada chaveamento prosseguiram na competição. Os classificados foram novamente divididos em dois grupos; contudo, na segunda fase, disputaram jogos de turno e returno contra os adversários do próprio chaveamento. Após seis rodadas, os dois melhores colocados de cada grupo se classificaram para a semifinal. Esta e a final foram disputadas em partidas eliminatórias de ida e volta, com o mando de campo da última partida para o clube com melhor campanha. Os 16 participantes dessa edição foram:
| Federação                                              | Participantes       | Participações | Títulos  |
| ------------------------------------------------------ | ------------------- | ------------- | -------- |
| Alagoas                                                | CRB                 | 1             | —        |
| Bahia                                                  | Bahia               | 2             | —        |
| Bahia                                                  | Vitória             | 2             | —        |
| Ceará                                                  | Ceará               | 2             | 1 (2020) |
| Ceará                                                  | Fortaleza           | 1             | —        |
| Mato Grosso                                            | Cuiabá              | —             | —        |
| Paraná                                                 | Coritiba            | 4             | —        |
| Rio de Janeiro \|style="text-align: left;"\|Fluminense | 1                   | —             |          |
| Rio Grande do Sul                                      | Grêmio              | 4             | —        |
| Rio Grande do Sul                                      | Juventude           | 1             | —        |
| Santa Catarina                                         | Avaí                | 3             | —        |
| Santa Catarina                                         | Figueirense         | 3             | —        |
| São Paulo                                              | Corinthians         | 2             | —        |
| São Paulo                                              | Ponte Preta         | 1             | —        |
| São Paulo                                              | Red Bull Bragantino | 1             | —        |
| São Paulo                                              | Santos              | 4             | —        |

## Resultados
Os resultados das partidas da competição estão apresentados nos chaveamentos abaixo. As duas primeiras fases foram disputadas por pontos corridos, com os seguintes critérios de desempates sendo adotados em caso de igualdades: número de vitórias, saldo de gols, número de gols marcados, número de cartões vermelhos recebidos, número cartões amarelos recebidos e sorteio. Por outro lado, as fases eliminatórias consistiram de partidas de ida e volta, as equipes mandantes da primeira partida estão destacadas em itálico e as vencedoras do confronto, em negrito. Conforme preestabelecido no regulamento, o resultado agregado das duas partidas definiram quem avançou à final, que foi disputada por Internacional e Grêmio e vencida pela primeira equipe, que se tornou campeã da edição.

### Segunda fase

#### Grupo D
- Avaí e Bahia empataram no número de pontos e nos demais critérios de desempate, com exceção do número de cartões amarelos recebidos (22 para o Avaí e 23 para o Bahia).[14]

### Fases finais
|  | Semifinais | Semifinais | Semifinais | Semifinais |   |       | Final | Final | Final | Final |
|  |            |            |            |            |   |       |       |       |       |       |
|  | Ceará      | 1          | 0          | 1          |   |       |       |       |       |       |
|  | Fortaleza  | 0          | 0          | 0          |   |       |       |       |       |       |
|  | Fortaleza  | 0          | 0          | 0          |   | Ceará | 2     | 1     | 3     |       |
|  |            |            |            |            |   | Ceará | 2     | 1     | 3     |       |
|  |            | Grêmio     | 1          | 4          | 5 |       |       |       |       |       |
|  | Avaí       | Grêmio     | 1          | 4          | 5 | 1     | 1     | 2     |       |       |
|  | Avaí       |            |            |            |   | 1     | 1     | 2     |       |       |
|  | Grêmio     | 2          | 2          | 4          |   |       |       |       |       |       |